# Manchester (Oklahoma)
Manchester es un pueblo situado en el condado de Grant, Oklahoma, Estados Unidos. Tiene una población estimada, a mediados de 2022, de 88 habitantes.

## Geografía
La localidad está ubicada en las coordenadas 36°59′40″N 98°2′6″O / 36.99444, -98.03500 (36.994494, -98.0351).

## Demografía
Según el censo de 2000, los ingresos medios de los hogares de la localidad eran de $27,500 y los ingresos medios de las familias eran de $36,250. Los hombres tenían ingresos medios por $21,250 frente a los $15,500 que percibían las mujeres. Los ingresos per cápita para la localidad eran de $12,760. Alrededor del 6.7% de la población estaba por debajo del umbral de pobreza.
De acuerdo con la estimación 2017-2021 de la Oficina del Censo, los ingresos medios de los hogares de la localidad son de $57,969 y los ingresos medios de las familias son de $59,531. Alrededor del 2.3% de la población estaba por debajo del umbral de pobreza.